# Kenzo Ohashi
Kenzo Ohashi (n. 21 aprilie 1934, Hiroshima, Japonia – d. 21 decembrie 2015, Japonia) a fost un fotbalist japonez.

## Statistici
| Japonia | Japonia | Japonia |
| An      | Meciuri | Goluri  |
| ------- | ------- | ------- |
| 1958    | 1       | 0       |
| Total   | 1       | 0       |